# Coregonus lucinensis
Coregonus lucinensis és una espècie de peix de la família dels salmònids i de l'ordre dels salmoniformes que es troba a Europa: és una espècie de peix endèmica d'Alemanya. Menja quironòmids i Mysis relicta.